# Giller János
Lilienfeldi Giller János (Divény, Nógrád vármegye, 1886. június 23. – Budapest, 1956. szeptember 11.) felvidéki magyar ügyvéd, földbirtokos, politikus, kultúraszervező, magyarországi országgyűlési képviselő.

## Élete
Német eredetű, a Magyar Királyságban már a 16. században nemességet szerzett családból származott. Középiskolai tanulmányait a jezsuiták kalocsai internátusában folytatta, főiskoláit pedig a pozsonyi jogakadémián kezdte meg, s a budapesti tudományegyetem jogi karán fejezte be, ahol a jog- és államtudományok doktorává avatták. Elvégezte a bécsi kereskedelmi főiskolát is. Már ügyvédjelölt korában bekapcsolódott a keresztény magyar ifjúsági mozgalmakba, elsősorban Losoncon és Besztercebányán.
1913-ban Losoncon kezdte meg pályáját mint ügyvéd; a város társadalmi és kulturális életének ettől kezdve évtizedeken át meghatározó szereplője volt. Az első világháború kitörésekor önként jelentkezett katonai szolgálattételre, és mint a 6. számú császári és királyi huszárezred főhadnagya harcolt az orosz fronton. Katonai érdemeiért elnyerte a Signum Laudist, a Károly-csapatkeresztet, a bronz, valamint a kisezüst vitézségi érmet, utóbbit két ízben is.
Felvidék Csehszlovákiához való csatolása után egyből bekapcsolódott a szlovákiai magyar politikai életbe, 1920-ban az egyik alapítója volt az Országos Magyar Kisgazda, Földmíves és Kisiparos Pártnak, amely később a Magyar Nemzeti Párt nevet vette fel. Aktív politikai tevékenysége miatt a csehszlovák hatóságok eljárást indítottak vele és ügyvédi irodája minden alkalmazottjával szemben, hat hónapot töltöttek Trencsén és Besztercebánya katonai börtöneiben, de perüket végül, pertörlés útján megszüntették.
Azt követően, hogy 1927-ben megalakult a szlovákiai tartománygyűlés, 1928–1938 között annak képviselője lett, illetve Blanár Béla ügyvéd-politikus halálát követően (1932), az emiatt megüresedő helyet elnyerve bekerült az Országos Választmányba is. Később az Egyesült Magyar Párt egyházpolitikai szakosztályának elnöke lett, illetve megszervezte a Szlovenszkói Magyar Dalosszövetséget, melynek szintén elnöke volt. 1938 decemberétől, majd az 1939. évi általános választásoktól a magyar országgyűlésben is mandátumot viselt, mint meghívott felvidéki képviselő, az Egyesült Felvidéki Magyar Párt színeiben.
1945-ben a csehszlovák hatóságok ismét letartóztatták, és a magyarok ellen tömegesen indított koncepciós perek egyikében mint „háborús bűnöst” tíz évi szabadságvesztésre és vagyonelkobzásra ítélték. Valószínűleg 1947-ben sikerült megszöknie fogva tartásának helyszínéről, a korponai munkatáborból, ami után Magyarországon telepedett le, haláláig itt élt.